# Cesare Tronconi
Cesare Tronconi (1842 – 1890) è stato uno scrittore e giornalista italiano.
Celebre per il suo lavoro di romanziere, Tronconi fu considerato uno scrittore scandalistico dalla critica a lui contemporanea. Tra i suoi romanzi si ricordano  Passione maledetta (1876), Un amore a fondo perso (1877), Madri per ridere (1877), Le commedie di Venere (1880),il volume polemico Delitti (1881) e Caro foco! (1882).
Fu vicino alla Scapigliatura, tanto che nel 1866 pubblicò la rivista poetica Lo scapigliato.